# Covenant (Band)

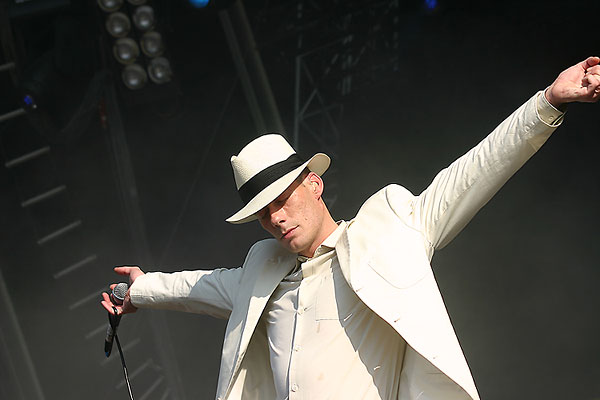
Eskil Simonsson

Covenant ist eine am 26. April 1986 gegründete Band aus Helsingborg, Schweden. Ursprünglich im Elektro-Umfeld beheimatet, tendierte die Band mit ihren zuletzt veröffentlichten Werken in Richtung Future Pop, mit Anleihen aus Trip-Hop, Ambient, Dance und Drum and Bass.

## Geschichte
Ihr erstes Album Dreams of a Cryotank wurde 1994 erfolgreich in der vor allem deutschen Elektro-Szene vermarktet. Die drei Gründer Joakim Montelius, Clas Nachmanson und Eskil Simonsson wählten ihren Projektnamen, der aus der Bibel stammt und ‚feierliches Bündnis‘ bedeutet, um ihre tiefe Verbundenheit und Freundschaft nach außen zu repräsentieren. Mit ihrem 1996 erschienenen zweiten Album Sequencer eroberten sie endgültig die Clubs in Europa und selbst in Amerika gewannen sie Fans, die sie mit einer kleinen US-Tour 1997 live überzeugten.

## Diskografie

### Alben
- 1994: Dreams of a Cryotank
- 1996: Sequencer
- 1996: Sequencer (US-Version, enthält die Lieder der Stalker-EP als Bonus)
- 1996: Sequencer (Picture Disc) (ähnelt Sequencer Beta, LP)
- 1997: Sequencer (Beta) (Neuveröffentlichung mit einem Bonuslied)
- 1998: Europa
- 2000: United States of Mind (limitierte Auflage inkl. Bonus-MCD)
- 2000: Synergy - Live in Europe (Live, limitierte Auflage inkl. Bonus-VHS)
- 2002: Northern Light
- 2002: Northern Light (Doppel-LP)
- 2006: The Singles (Online-Album, enthält sämtliche Singles der United-States-of-Mind-Ära)
- 2006: Skyshaper (limitierte Auflage inkl. Bonus-MCD)
- 2007: In Transit (Live)
- 2011: Modern Ruin
- 2013: Leaving Babylon (limitierte Auflage inkl. Bonus-Track 'Jag är fullständigt tung')
- 2016: The Blinding Dark

### Singles/EPs
- 1995: Figurehead
- 1996: Stalker
- 1997: Theremin EP
- 1998: Final Man
- 1998: Euro EP
- 1999: It’s Alright (Schallplatte)
- 1999: Tour de Force
- 2000: Dead Stars (nur in Skandinavien veröffentlicht)
- 2000: Der Leiermann (nur in Deutschland veröffentlicht)
- 2002: Call the Ships to Port
- 2002: Call the Ships to Port Remixes
- 2003: Bullet (auch als DVD-Single veröffentlicht)
- 2006: Ritual Noise
- 2006: Brave New World
- 2010: Lightbringer (feat. Necro Facility)
- 2013: Last Dance EP
- 2016: Sound Mirrors
- 2019: Fieldworks Exkursion EP

### Soundtrack
- 2010: Wir sind die Nacht (Official Soundtrack)

Track 03: Wir sind die Nacht

### Videoalben
- 2007: In Transit (Live, 2DVD+CD)

Von einigen Alben erschienen außerdem limitierte Ausgaben mit weiteren Liedern, Videokassetten und anderen Beigaben.